# Roms de Roumanie
Les Roms [ròm](en Romani : Roma, en Roumain : Rromi), aussi dénommés Tsiganes sont un groupe ethnique initialement originaire de l'Inde, présent en Roumanie comme dans d'autres pays d'Europe. Selon le recensement officiel roumain de 2011, on comptait 619 007 personnes, soit 3,25 % de la population du pays. Ces chiffres sont cependant considérés par les démographes et les sociologues comme sous-évalués pour deux raisons : la difficulté des enquêteurs du recensement à recueillir des informations fiables de la part des communautés tsiganes, et le souhait de nombre de ces derniers de ne pas se déclarer eux-mêmes « Rom » officiellement,. Selon le Conseil de l’Europe, ils  seraient environ 1 850 000, soit 8,32% de la population du pays. Une autre source estime le nombre de Roms à 2 millions. Ils font partie, tout comme la communauté Magyare, des minorités ethniques de Roumanie reconnues comme telles par la Constitution. Les Roms ont migré au Moyen Âge de l'Inde vers l'Europe et leurs langues, proches du sindhi et du pendjabi, proviennent du sanskrit, tandis que les Roumains sont des aborigènes des Balkans et leur langue romane, le roumain, est un héritage de la romanisation des Thraces/Daces. Les Roms sont présents depuis environ un millénaire dans toute l'Europe et la proche-Asie, ainsi que dans certains pays arabes et, depuis une centaine d'années, en Amérique (États-Unis, Mexique et Brésil).

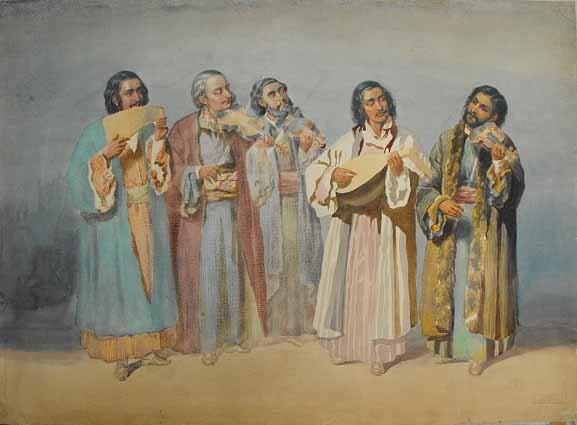
Taraf (orchestre) rom de Bucarest (Ochii albi) en 1860.

En Roumanie, le terme « Roms », adopté par l'Union romani internationale (IRU), s'écrit « Rromi », avec deux r, pour éviter les confusions avec les nombreux mots dérivant de Rome. Les Roms y sont cependant plus communément appelés Țigani (Tsiganes) mais d'autres noms existent, tels Băieși, Căldărari, Cârpari, Lăutari, Rudari et autres, souvent dérivés de leurs métiers. Le terme de Rromi, mis en avant depuis 1995 gagne du terrain notamment dans les médias et domine dans la littérature spécialisée, mais pas dans le langage courant où « Tsigane » reste le plus employé, y compris par les intéressés (certains précisant même « nous, nous sommes Tziganes, pas Roms, pas Gitans, pas Manouches »). Le terme Roms, phonétiquement proche du mot roumain român (roumain), n'a aucun lien étymologique ou sémantique avec ce dernier : Rom  est un endonyme signifiant en romani « homme accompli et marié au sein de la communauté ».
Avec la scolarisation obligatoire, la très grande majorité des Roms de Roumanie sont bilingues Romani/Roumain.
Les Roms de Roumanie ont des conditions de vie très précaires. En 2022, 70 % d'entre eux sont sans-abri, soit la proportion la plus élevée de l'Union européenne.

## Histoire
Les Roms sont arrivés en Roumanie au XIVe siècle, à travers l'Asie centrale et l'Anatolie où ils s'étaient mis, comme charrons, éleveurs de chevaux, servants et éclaireurs, au service des Mongols et des Tatars, qui les protégèrent et leur laissèrent, en échange, une part du butin. Avec la Horde d'or et Tamerlan, les Roms parvinrent ainsi en Moldavie, d'où ils passèrent en Transylvanie et en Valachie.

## Dobroudja
les roms musulmans (Xoraxanes) turcophones vivent en Dobroudja depuis l'époque ottomane. Ils ne sont pas liés à la Roms chrétienne de Roumanie. Les Xoraxanes ont des ancêtres turcs. Là, ils vivent avec des turcs et des tatars.
Beaucoup ont émigré en Turquie.

### LaRobie
Les Roms, une fois parvenus dans ces trois voévodats, se mirent sous la protection des boyards et des monastères, continuant à exercer leurs métiers traditionnels au service de leurs nouveaux maîtres à travers une servitude de type féodal nommée Robie, ce qui ressemble à la fois à leur nom de Roma et au mot slave « Robota » : travail. Dans les documents phanariotes en grec, cette servitude personnelle était appelée εναπογραφεία, εργατεία ou υποτέλεια (énapographie, ergatie, hypotélie), différente de la δουλεία (esclavage proprement dit),,. Au XVe siècle, la plupart des groupes de Roms se trouvaient dans le statut de Robie.

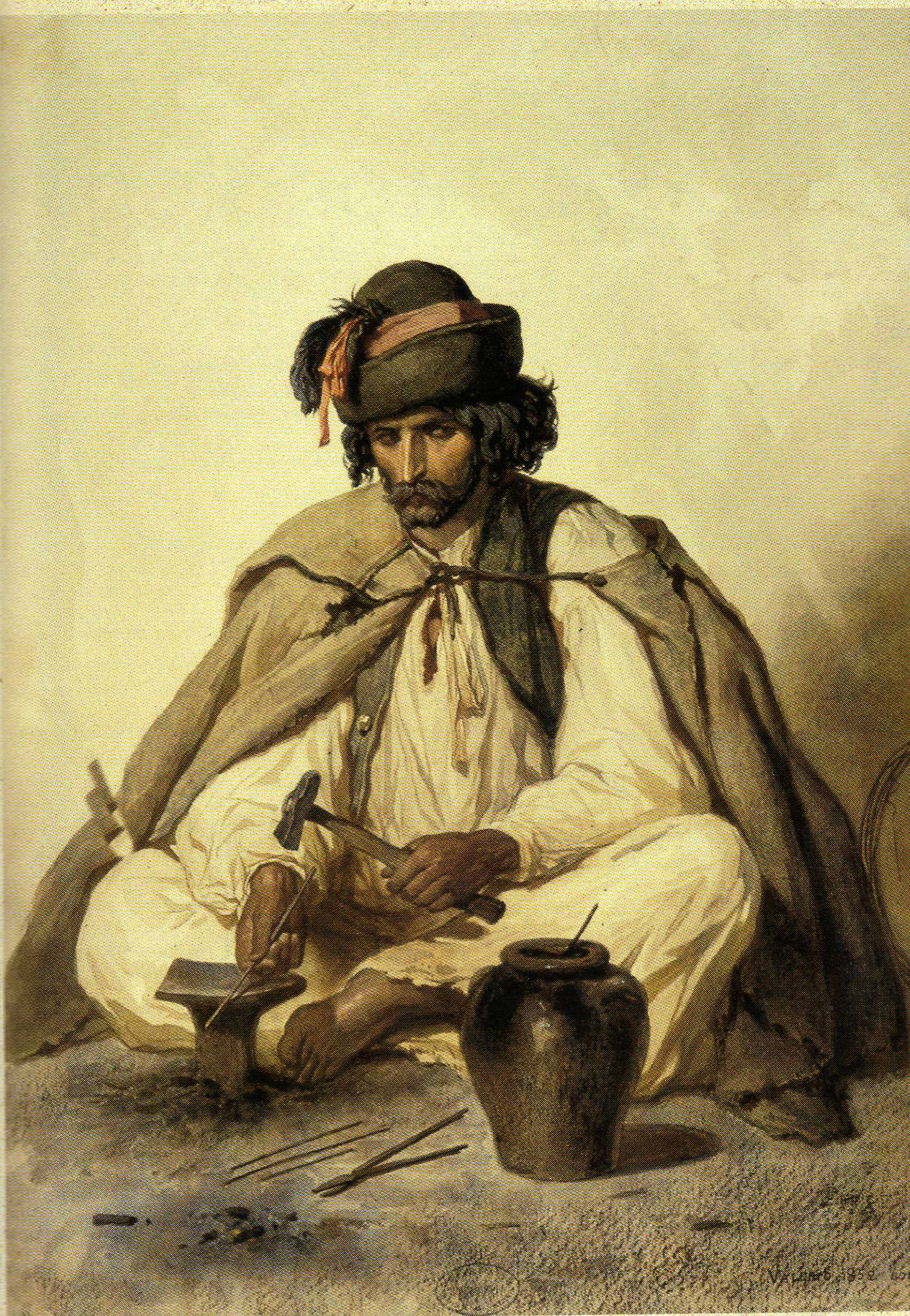
Fierar (« ferronnier ») Rom du XIXe siècle, par Théodore Valerio, Costumes de la Hongrie et des Pays danubiens, Paris 1891, initialement présentés à l'Exposition universelle de 1855.

La présence des Roms sur l'actuel territoire de la Roumanie a été mentionnée pour la première fois dans un document datant du 3 octobre 1385, par lequel Dan Ier, prince de Valachie, faisait donation de 40 familles de robs roms au monastère de Tismana. La Robie est un statut traduit en français et en roumain moderne par « esclavage », mais qui s'apparente davantage à un contrat féodal de servitude personnelle. Le rob appartenait certes à son maître qui pouvait le vendre, mais ce maître ne pouvait être qu'un voïvode, un boyard ou un monastère, et le rob lui-même pouvait racheter sa liberté, et la revendre ailleurs : c'est pour cela que traditionnellement les Roms portent leur or sur eux, bien visible, sous forme de colliers, bijoux ou dents, afin de montrer leur solvabilité et leur capacité à se racheter. Il est la marque de leur dignité. Le mot rob dérive du slave robota, le travail. En 1428, le voïvode moldave Alexandre le Bon fait don de 31 familles tsiganes au monastère Bistrița en Moldavie. Ces principautés roumaines, vassales des Ottomans, jouissent de leur autonomie contre paiement d’un tribut à Istanbul.

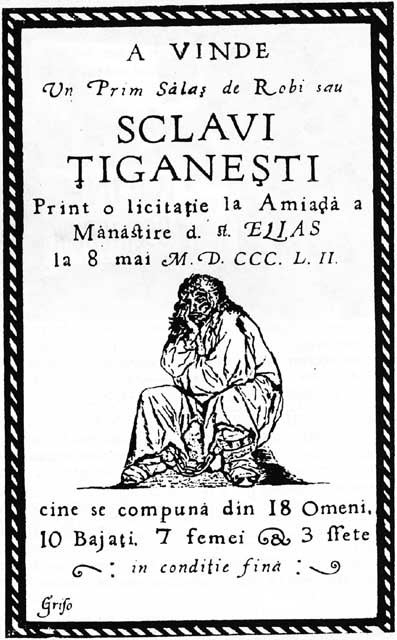
Affiche apocryphe, censée être de 1845 alors que l'écriture latine n'a été adoptée qu'en 1860, annonçant la vente d'un « lot » de robs Roms en 1852.

L'entrée de la plupart des Roms en « Robie » va contribuer au paiement de ce tribut, tandis que les monastères envoient d'immenses richesses au Mont Athos. Les Roms appartiennent dès lors soit au voïvode, soit aux monastères, soit aux propriétaires terriens : les boyards. Les robs du voïvode sont libres d’aller et venir, mais payent tous les ans une redevance pour ce droit. Ils pratiquent toutes sortes de métiers : commerçants ambulants, forains, ferronniers, forgerons, rétameurs, bûcherons, maquignons, fossoyeurs, chiffonniers, saltimbanques, musiciens. Quant aux monastères et aux boyards, ils utilisent leurs « robs » comme domestiques ou comme contremaîtres pour faire travailler les paysans serfs. Ils offrent à quelques-uns une formation et des postes de majordomes ou de comptables. Les « robs » peuvent être donnés, légués ou vendus aux enchères.

### L'abolition
Au XVIIIe siècle, des fils de boyards étudiants à Paris, initiés à l'esprit des Lumières, lancent un mouvement abolitionniste. Le processus se fait en plusieurs étapes. En 1825, en Moldavie, le Hospodar Ioniță Sandu Sturza délie les Roms de leurs liens envers les monastères et les boyards. Cet acte officiel part d'une bonne intention : mettre fin à la « robie ». Mais en pratique, cela laisse les Roms sans protection face aux agriculteurs sédentaires qui réclament des réformes agraires. De nombreux Roms reprennent alors le nomadisme, alors qu'ils s'étaient sédentarisés en majorité autour des domaines seigneuriaux (konaks) et abbatiaux. De toute façon, Sturdza est renversé en 1828 et la « robie » est aussitôt rétablie.
Dans les années 1830, certains socialistes, notamment Teodor Diamant, reprennent l'idée du phalanstère de Charles Fourier afin d’améliorer la vie des Tziganes.
En 1856, sous l'influence des idées propagées par la révolution de 1848 et par Victor Schœlcher, le prince humaniste Alexandru Ioan Cuza sécularise les immenses domaines ecclésiastiques et abolit la « robie » en Moldavie et Valachie. Toutefois il faut attendre 1923 pour que des lois leur donnent des droits égaux aux sédentaires et les protègent contre les discriminations. Mais ces lois sont remises en question entre 1940 et 1944.
En 1930 il y avait 2 164 tsiganes représentant 0,3 % de la population bucovinienne.

### La Porajmos
Porajmos désigne l'extermination des Roms par le régime nazi.
Au début de la Seconde Guerre mondiale, le roi Carol II mène d'abord une politique favorable aux Alliés (la Roumanie sauve l'armée, le gouvernement et le trésor polonais, et les transporte par sa flotte en territoire britannique). Mais l'effondrement de la France le contraint à faire des concessions aux Allemands et aux nationalistes, pour finalement abdiquer en octobre 1940 en faveur de son fils Michel. Un gouvernement de coalition constitué d’officiers d’extrême-droite, sous la direction du général Ion Antonescu et de représentants de la Garde de fer arrive au pouvoir. Le 20 novembre 1940, la Roumanie rejoint officiellement les puissances de l’Axe. Le ministère de l’intérieur interdit aux Roms « nomades » de « rôder pendant l’hiver ».
En 1941, Hitler offre la Transnistrie à la Roumanie en compensation de la Transylvanie du Nord, cédée à la Hongrie. Le 1er juin débute la déportation de « nomades et semi-nomades » en Transnistrie. Suivent, à partir de septembre 1942, des déportations de Roms sédentaires. En même temps, le régime procède à l'élimination des Juifs : plus de 300 000, soit près de la moitié d'entre eux périssent. En Transnistrie, les conditions de vie sont effroyables pour tous : famine, froid, épidémies. Le grand rabbin Alexandre Safran intercède aussi en faveur des Roms et les déportations cessent. L’universitaire américain R.J Rummel estime que de 1941 à 1943, 36 000 Roms sont morts en déportation en Transnistrie. En Roumanie, le chiffre de plus de 50 000 Roms morts en déportation circule souvent, et revient régulièrement avec les nouvelles recherches des historiens Roumains, car à l'époque, il n'y avait pas d'observateurs étrangers pour porter un regard indépendant sur l'ampleur des déportations, et de plus, les exécutions sommaires de Roms sur le territoire Roumain (dont celles effectuées par des milices d'extrême droite Roumaines) ne sont pas prises en compte. Après 1945, l'ampleur de ce génocide va curieusement être pratiquement occulté, de sortes que c'est vraiment à partir des années 1960 que les premières recherches sérieuses sur le sujet vont être entreprises, et encore, car elles ne vont concerner que quelques régions de Roumanie, et de Transnistrie. Le sujet ne sera hélas lancé véritablement que à partir de la fin des années 1980, après la révolution Roumaine, mais après une période de plus de 45 ans des faits, de nombreux témoins sont décédés, la mémoire des survivants, souvent, n'est plus aussi précise, d'autant plus que le sujet restait douloureux pour les Roms victimes survivants. De plus, la mémoire du Porajmos est surtout orale, de nombreux Roms étant analphabètes, et du fait que de très rares témoignages furent écrits après 1945. Mais surtout, les gouvernements Roumains successifs après 1945, dont celui Communiste, ne communiquèrent aucune requête à l' ONU pour enquêter sur ce massacre.
Il n'y a eu aucune discussion sur ce sujet durant le Procès de Nuremberg et la reconnaissance internationale du « génocide rom » est surtout le fait des communautés Roms et des organisations de défense des droits de l'homme. Depuis, l'ONU, héritière de ce procès via la Cour pénale Internationale de La Haye, n'a toujours pas fournie d'explication sur l'absence de discussion à propos du Porajmos.

### Pendant la période communiste (1945-1989)
En Roumanie, le Communisme a duré du 6 mars 1945 au 23 décembre 1989. Durant cette période de dictature, les Roms, comme toute la population, ont subi un contrôle étroit de leur vie et de nombreuses tentatives de sédentarisation forcée. Toutefois, leur position modeste économiquement et socialement (ils formaient ce que dans la nomenclature officielle l'on appelait un « sous-prolétariat») leur a épargné les persécutions ciblées dont furent victimes les anciens bourgeois, les anciennes classes moyennes, les intellectuels, les religieux, les syndicalistes ou les minorités « remuantes » tels les Hongrois. Pour la plupart, les Roms de Roumanie ont été ouvriers agricoles ou agents de la voirie, du recyclage et du ramassage des déchets. Beaucoup ont aussi travaillé dans les métiers du transport. Certains ont même réussi à faire fortune dans l'économie parallèle, indispensable à la survie des populations dans un système de pénurie institutionnalisée.

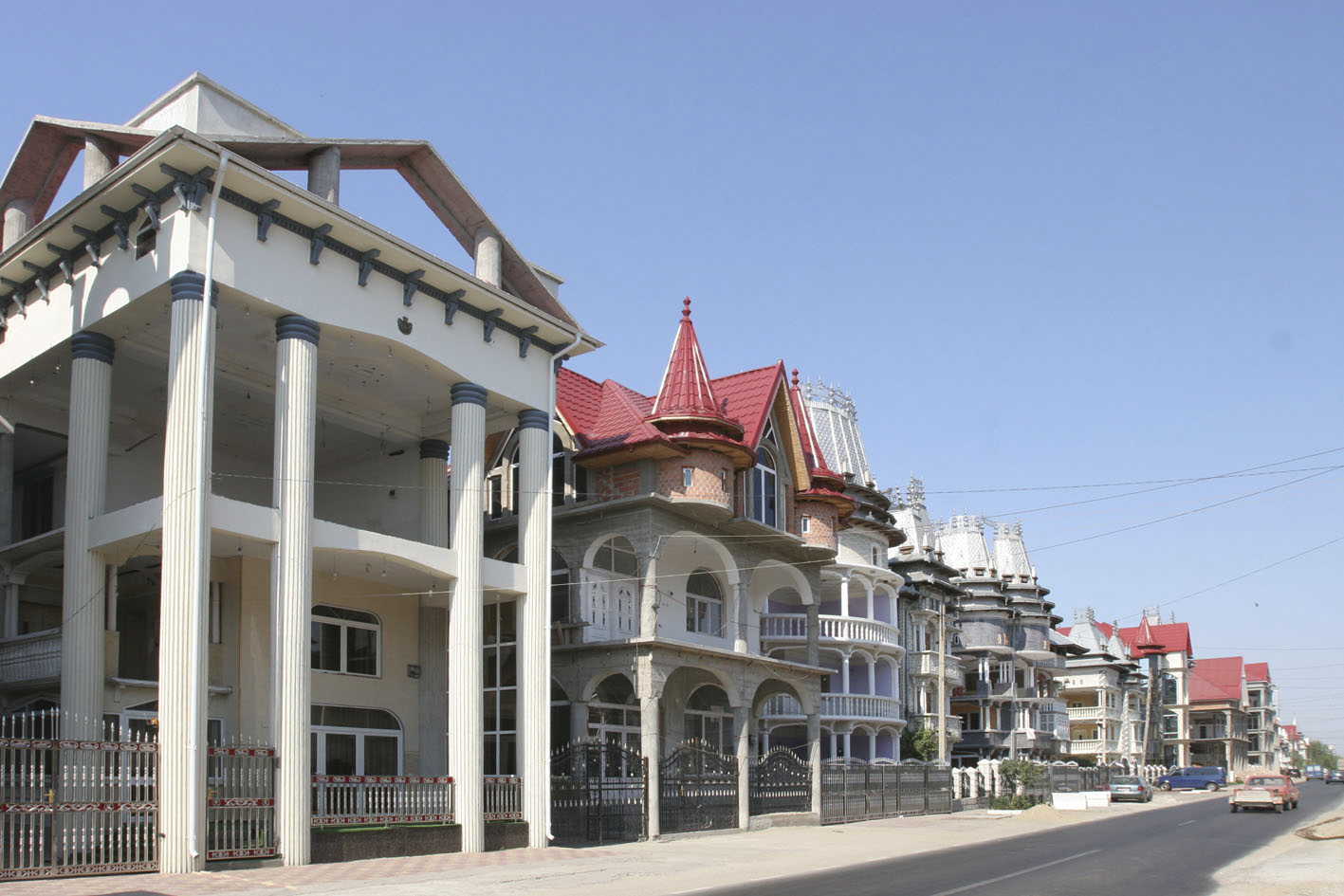
Les Roms de Roumanie ne sont pas tous pauvres: lorsqu'ils en ont les moyens, comme ici à Buzescu, ils bâtissent de grandes villas de style rromanès, pouvant recevoir toute une parentèle.

### Depuis 1989
Après la chute du Communisme, dans les années 1990-2000, la terre arable a souvent été un enjeu dans des conflits dont les Roms furent les « pions ». Lorsque les paysans ont réclamé la restitution de leurs terres aux ex-communistes (anciens directeurs de kolkhozes devenus PDG d'entreprises agro-alimentaires), ces derniers ont placé des ouvriers agricoles, souvent Rom, sur ces terres, pour ne pas les rendre (la loi protégeant les cultivateurs occupant le terroir, contre les revendications de propriétaires antérieurs). Ils ont même offert à ces Roms de quoi construire des maisons (selon la loi de l'époque, une construction rendait la parcelle définitivement incessible). Exaspérés, les paysans ont, ici ou là, expulsé les Roms manu militari et brûlé leurs maisons. Avec l'entrée de ces pays dans l'Union européenne, un système de compensation a mis fin à ces conflits, parfois présentés par une presse avide de sensations comme des « guerres ethniques ».
Depuis 2002 les citoyens roumains peuvent circuler librement dans l'Union européenne sans visa et on assiste à une émigration des Roms les plus pauvres vers les pays d'Europe occidentale, dont la France, dans des proportions tout à fait comparables au taux d'émigration national de 10 % : 90 000 Roms roumains seraient installés en Europe occidentale (dont 12 000 en France), les Roumains non-Roms étant quant à eux plus de 2 millions (essentiellement en Italie et en Espagne, où Roms et non-Roms travaillent à bas prix dans les exploitations horticoles).
L'entrée de la Roumanie dans l'Union européenne, le 1er janvier 2007, a facilité la circulation des Roms roumains ainsi que de tous les Roumains, ceux-ci n'ayant plus besoin de visa pour entrer en Union européenne.
Selon Nicolae Păun, député et porte-parole du parti des Roms (Partida le Romenge), les trois quarts des Roms de Roumanie, sédentaires et intégrés à la société roumaine, sont comptés comme « Roumains » par le recensement de 2011, qui ne reconnaît que 620 000 Roms, alors qu’ils seraient près de deux millions. Nicolae Păun déplore que les médias, tant roumains qu’internationaux, ne donnent la parole qu’aux nationalistes et aux extrémistes de chaque communauté, occultant ainsi la bonne intégration, le travail et la culture de la majorité des Roms : selon lui, « en Roumanie comme ailleurs, pour être compté comme « Rom », il faut avoir ou poser des problèmes ».
Cependant, jusqu'en 2014, les ressortissants de la Bulgarie et de la Roumanie n'étaient pas totalement bénéficiaires du principe de libre circulation européen et, pour travailler officiellement, eurent besoin d'un titre de séjour et d'une autorisation de travail. De plus, la directive communautaire de 2004 sur la libre circulation des ressortissants de l'UE n'a pas été totalement transposée en droit français, notamment ses dispositions relatives aux garanties accordées aux personnes expulsées. Depuis le 1er janvier 2014, les Roms ont le droit de travailler sur le territoire français sans obligation de détenir un titre de séjour[réf. nécessaire].

## Les Roms de Roumanie en France
Le nombre de Roms en France se situerait entre 20 000 et 25 000. Selon la Dihal il y aurait en 2013 près de 400 campements illicites dans lesquels vivraient près de 17 000 personnes, toutes origines ethniques.
Les expulsions de Roms hors de France sont passées de 2 000 en 2003 à environ 8 000 en 2008. Depuis 2007, le nombre de reconduites à la frontière de Roms roumains en France se situe entre 8 000 et 9 000 par an, représentant environ 30 % des objectifs chiffrés de reconduite à la frontière. Ces retours furent assortis de primes de 300 € par adulte et 100 € par enfant et de la prise en charge du billet d'avion. Elles ont été supprimées fin 2012 par le ministre de l'intérieur Manuel Valls.
8 030 Roms de Roumanie et de Bulgarie en situation irrégulière ont ainsi été reconduits par la France dans leur pays d'origine entre le 1er janvier et le 25 août 2010. Selon l'ancien ministre Éric Besson, 1291 l'ont été de manière contrainte, et 6739 de manière volontaire, au moyen de 27 vols « spécialement affrétés ».
Fin juillet 2010, le président Nicolas Sarkozy décide, à la suite de deux faits divers impliquant des membres français de la communauté des gens du voyage, de l'organisation de retours massifs de Roms en Roumanie, déclenchant une vaste polémique.
Une circulaire du ministère de l'Intérieur diffusée le 5 août 2010 demande aux préfets de faire évacuer « 300 campements ou implantations illicites d'ici trois mois, en priorité ceux des Roms », et d'engager une « démarche systématique de démantèlement des camps illicites, en priorité ceux de Roms ». D'après certains experts en droit constitutionnel, l'expression « en priorité ceux des Roms » contrevient aux principes de non-discrimination, tandis que l'ensemble de la circulaire contrevient à ceux de libre circulation des personnes et de leur droit de séjour garantis par les traités européens et détaillés par la directive de 2004 (38/2004). Elle serait aussi potentiellement contraire à la Convention européenne des droits de l'homme qui interdit les discriminations fondées sur la nationalité, la race ou l'appartenance ethnique.
Le 22 août 2010, le Pape Benoît XVI exhorte les pèlerins à savoir « accueillir les légitimes diversités humaines », ce qui a été interprété par certaines personnes comme une critique de l'action menée par les autorités françaises spécifiquement contre les Roms, interprétation contestée par d'autres personnes,.
Le 27 août 2010, le Comité pour l'élimination de toutes les formes de discrimination raciale (CERD) de l'ONU demande à la France de « garantir l'accès des Roms à l'éducation, à la santé, au logement et autres infrastructures temporaires dans le respect du principe d'égalité » et se demande pourquoi elle n'a « toujours pas mis à la disposition des gens du voyage le nombre nécessaire d'aires d'accueil conformément à la loi du 5 juillet 2000 dite loi Besson ». Le coût annuel de la reconduite des Roms pour le budget de la France  est estimé entre 200 et 250 millions d'euros (selon les chiffres du Sénat français).
Le 9 septembre 2010, le Parlement européen adopte une résolution dans laquelle il presse la France de « suspendre sur le champ » les expulsions de Roms. Le texte, déposé par les groupes S&D, ALDE, Verts/ALE et GUE/NGL, demande à la France et aux autres États membres de « suspendre immédiatement toutes les expulsions de Roms ». Les députés prétendent également que le relevé des empreintes digitales des Roms expulsés est illégal et contraire à la Charte des droits fondamentaux de l'Union européenne,.
Le 14 septembre 2010, Viviane Reding, commissaire européenne à la Justice, aux Droits fondamentaux et à la Citoyenneté, fait part de son « intention de lancer deux procédures d'infraction contre la politique de la France à l'égard des Roms ».
Le 26 septembre 2013, de nouveau Viviane Reding a dû dénoncer les propos tenus par Manuel Valls et par Éric Ciotti, stigmatisant les Roms dans leur ensemble comme une population « refusant l'intégration » et « n'ayant pas vocation à être en France », et la Roumanie et Bulgarie comme étant « responsables » de cette situation, ce qui a fait dire à divers commentateurs que « les discours ghettoïsants diffusant du F.N. aussi bien à droite qu'à gauche, suivent tous le même schéma : "chacun dans sa réserve et tout ira bien", les arabes marseillais ne devraient pas sortir des quartiers nord de Marseille, les Roms ne devraient pas sortir des pays de l'Est et, peut-être, les catalans ne devraient pas sortir de Catalogne »[source insuffisante].
Dans un rapport  de septembre 2013 Amnesty International "constate que les populations roms migrantes continuent à être victimes d’expulsions forcées ; elles continuent à être chassées de leurs lieux
de vie de façon répétitive sans être consultées, informées et relogées de façon adéquate, en infraction avec des engagements internationaux pris par la France." 
Le gouvernement a procédé en 2013 à un nombre record d'évacuations de campements roms, 165 au total, avec près de 20 000 personnes expulsées, deux fois plus qu'en 2012, selon le rapport présenté le 14 janvier 2014 par la Ligue des droits de l'homme (LDH) et l'European Roma Rights Center . Selon l'association PEROU une évacuation, comme celle de Ris-Orangis en décembre 2013, coûte 125 000 euros.
Le 31 décembre 2013 marque la fin de la "période transitoire" imposée aux ressortissants roumains et bulgares par le traité d'adhésion de leurs deux pays à l'Union européenne du 25 avril 2005. Ces ressortissants ne sont plus obligés de passer par la procédure de l'autorisation préalable de travail pour occuper un emploi salarié. Cependant les préfectures peuvent "continuer à notifier des refus de séjour accompagnés d'une mesure d'éloignement, estimant que les personnes concernées sont des « inactifs » ne démontrant pas réunir les deux conditions exigées pour prétendre à un droit au séjour : ressources suffisantes et assurance maladie." 

## Démographie

Part des locuteurs du romani parmi les Roms par județ lors du recensement de 2011.

La population de Roms selon les recensements présente des chiffres très variables dus aux limites floues de la communauté, avec de nombreuses unions mixtes, et aux définitions plus ou moins restrictives (en 1966 seuls les locuteurs usuels et exclusifs de la langue romani ont été décomptés comme « Tsiganes ») :
- 1886 : 200 000 (3,2 % de la population totale) dans le Vieux Royaume de Roumanie
- 1930 : 242 656 (1,6 %) dans la Grande Roumanie
- 1956 : 104 216
- 1966 : 64 197
- 1977 : 227 398
- 1992 : 409 723 (1,8 %)
- 2002 : 535 250 (2,5 %)
- 2011 : 619 007 (3,25 %)

Selon le recensement 2011, 76,36 % des Roms de Roumanie sont de confession orthodoxe roumaine, 11,46 % sont pentecôtistes, 3,35 % sont catholiques romains, 2,65 % sont protestants réformés, 1,42 % sont baptistes, 1,09 % sont adventistes du septième jour, 1,05 % sont greco-catholiques, 0,54 % sont musulmans, 0,31 % sont sans religion et 1,77 % sont d'une autre religion.

## Représentation politique
En tant que minorité ethnique reconnue officiellement, les Roms sont représentés de façon permanente par un député dans la Chambre des députés de Roumanie, soit comme représentants du Parti des Roms « Pro-Europe » (Partida le Romenge), soit sur d'autres listes.

## Frictions sociales entre Roms et Roumains
Nicolae Păun, député et porte-parole du Parti des Roms « Pro-Europe » affirme que les trois quarts des Roms de Roumanie, sédentaires et intégrés à la société roumaine, se sont identifiés comme « Roumains » lors du recensement de 2011, qui ne compte que 620 000 Roms, alors qu'ils seraient près de deux millions. Nicolae Păun déplore que les médias, tant roumains qu'internationaux, ne donnent la parole qu'aux nationalistes et aux extrémistes de chaque communauté, occultant ainsi la bonne intégration, le travail et la culture de la majorité des Roms. Selon lui, « en Roumanie comme ailleurs, pour être compté comme « Rom » il faut avoir ou poser des problèmes ». En France, pour Eduardo Rihan Cypel et Désiré Vermeersch, porte-parole occasionnels des gens du voyage, le racisme anti-Roms est une peur viscérale très ancienne qui s'inscrit dans la « nomadophobie » séculaire des sédentaires.
Illustrant les propos de Nicolae Păun, d'Eduardo Rihan Cypel et de Désiré Vermeersch, les nationalistes Roumains reprochent aux Roms sui generis, en une généralisation abusive, de « ne pas s'intégrer dans la société roumaine et de se proclamer éternelles victimes d'une société qui les rejetterait ». Selon ces nationalistes qui veulent ignorer l'intégration réussie de la majorité des Roms (comptés comme Roumains), il y aurait un « divorce entre Roumains et Tsiganes, dont l'une des conséquences est l'émigration importante de la communauté Rom vers l'Europe de l'Ouest » et « les valeurs sociales et culturelles de la communauté Rom, empreintes de nomadisme millénaire, seraient distinctes de la culture roumaine ou française, de sorte que les Roms n'auraient pas leur place » dans ces pays. Ainsi, le député français Lionnel Luca, d'origine roumaine, affirmait en 2010 que les Roms de Roumanie y sont tous misérables et persécutés, et que la Roumanie « doit rendre des comptes pour cela », tandis que Manuel Valls déclarait l'été 2013 que « Les Roms ont vocation à rester en Roumanie ou à y retourner ».
Afin de combattre le rejet des Roms et de mieux les faire connaitre, les instituts culturels roumains à l'étranger s'efforcent de promouvoir la culture rom à travers des conférences, des concerts, des expositions.

## Filmographie
Outre les documentaires spécifiques, les Roms (de Roumanie et des pays voisins) et leur manière de vivre ont inspiré les cinéastes suivants :
- Aleksandar Petrović tourne dès 1967 le film yougoslave « J'ai même rencontré des tziganes heureux » (en serbo-croate Skupljači perja) qui se passe en Voïvodine où vivent également des Roumains ;
- Emil Loteanu, réalisateur moldave soviétique, tourne en 1976 le film « Les Tsiganes montent au ciel » (en moldave Şatra) ;
- Emir Kusturica tourne en 1989 le film « Le Temps des Gitans » (en serbe Dom za vešanje/Дом за вешање) et en 1998 - « Chat noir, chat blanc » (en serbe Crna mačka, beli mačor/Црна мачка, бели мачор) ;
- Giovanni Princigalli tourne entre le 2001 et le 2003 le documentaire Japigia Gagi en vivant une année dans une communauté de Roms de Roumanie émigrés en Italie dans un camp illegale fait de baraques à la banlieue de Bari. Le film est cité dans quatre livres (Storia del documentario italiano de Marco Bertozzi; Il film etnografico in Italia de Francesco Marano, Seeing Cities Change Local Culture and Class  par Jerome Krase et dans Cineasti di Puglia de Marrese e Attolini). Le film a gagné 3 prix : celui conferé par la communauté rom de Lanciano de Santino Spinelli, celui de la Society of Visual Anthropology et celui du festival du film ethnographique de Belgrade.
- Giovanni Princigalli, La chanson d'Aida, 90 min, 2025, qui raporte un prix au Salina Doc Festival et qui vient présenté dans plusieurs festivals :  International Human Rights Film Festival (FICDH) Buenos Aires; Le PriMed, Prix international du documentaire et du reportage méditerranéen ; Ethnocineca International Documentary Film Festival Vienna; Festival de Cine Etnográfico de Ecuador; Bari International Film Festival  ; NAFA International ethnographic film festival, Lofoten, Norway; etc.
- Tony Gatlif tourne en 1983 et partiellement en Roumanie le film « Les Princes », en 1993 - « Latcho Drom », en 1997 - « Gadjo dilo » et en 2006 -  « Transylvania » ;
- En 2011, les scénaristes de la série américaine « NCIS : Los Angeles » mettent en scène un clan Rom de Constanța pour l'épisode « Opération Comescu ».